# Ernst Wennerblad
Ernst Richard Wennerblad, född 28 februari 1856 i Vättlösa socken, död 18 augusti 1927 i Götlunda, var en svensk komminister, målare och tecknare.

## Biografi
Han var son till folkskolläraren Anders Petter Wennerblad och Clara Charlotta Falk och gift första gången med Hulda Ullholm, andra gången Ellen Augusta Carlander och slutligen med Martina Charlotta Johansson. 
Efter avslutade studier i Skara blev Wennerblad student vid Uppsala universitet 1877 och avlade där en teoretisk teologisk examen 1882 och en praktisk teololgie examen 1883. Han prästvigdes 1883 och blev slutligen komminister i Flistads församling 1898. 
Redan under sin tid vid gymnasiet var han en flitig tecknare. Han kom att teckna samtliga kyrkor i Skara stift och gav 1902 ut bokverket Skara stifts kyrkor under de senaste årtiondena av 1800-talet,  där han med teckningar och text beskriver kyrkorna. Bland hans övriga arbeten märks en altartavla för Flistads kyrka och ritningar för kapellen i Brännemo och Fåglavik i Skara stift samt Timmerviks kapell i Karlstads stift.

## Bilder

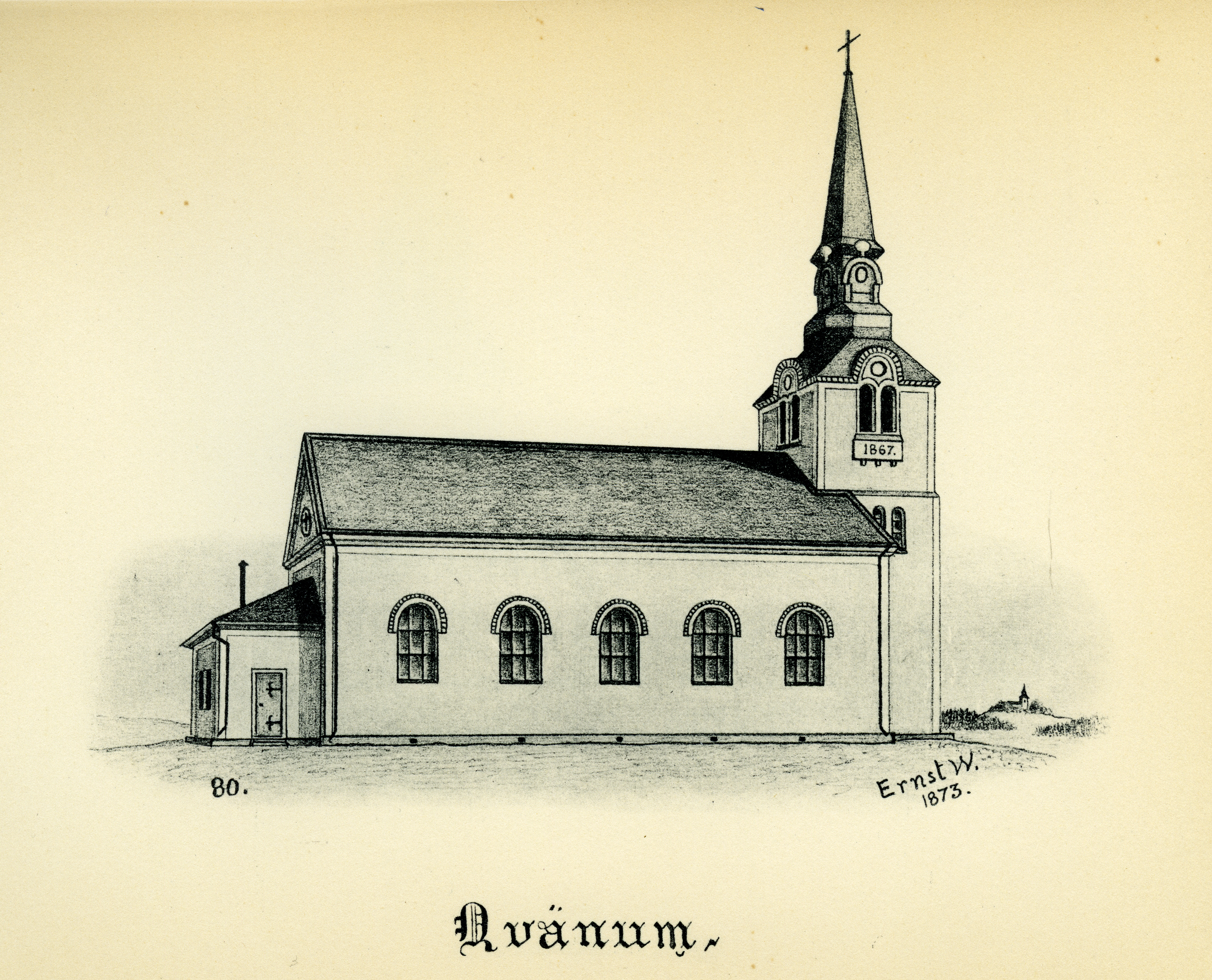
Kvänums kyrka 1873.
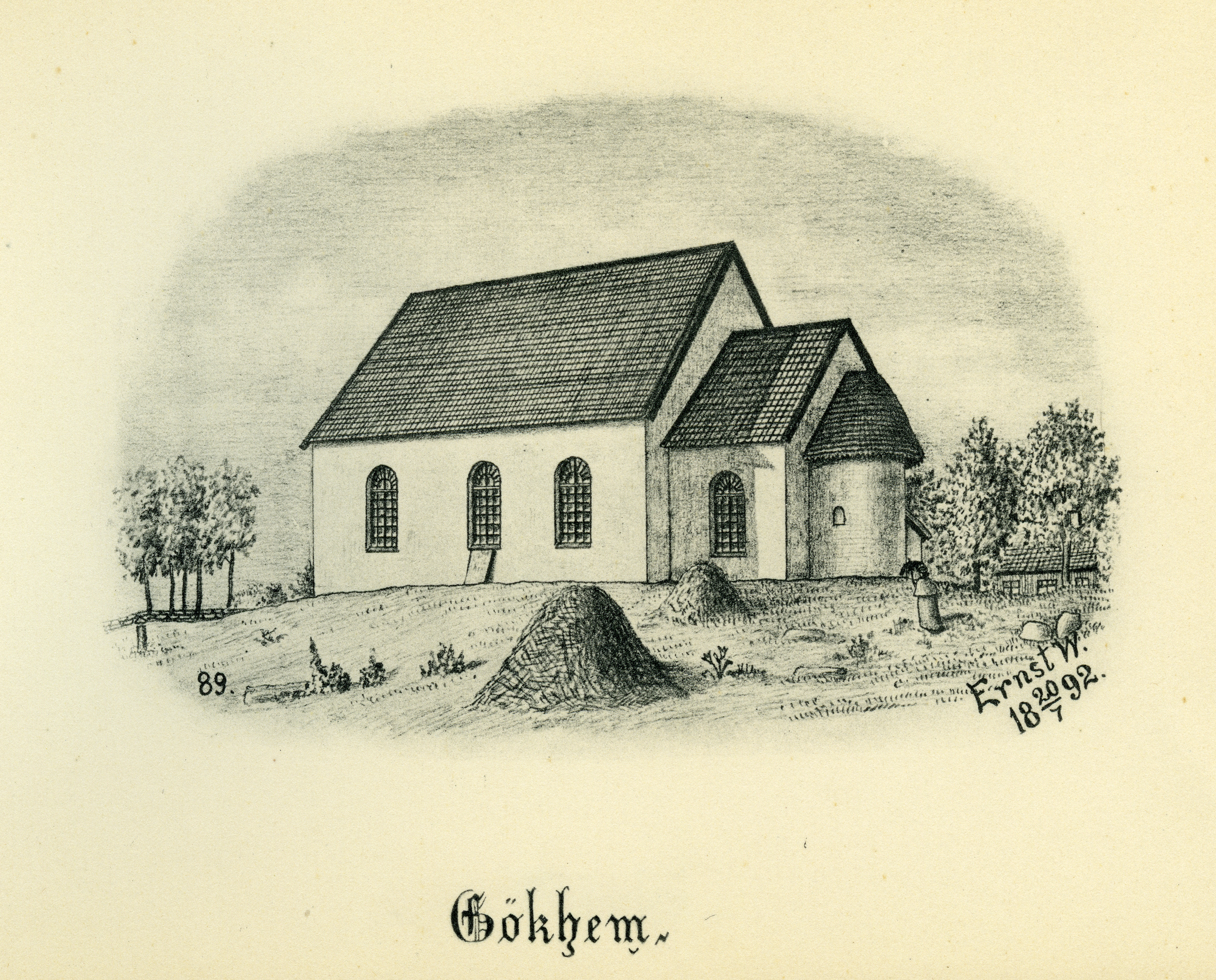
Gökhems kyrka 1892.
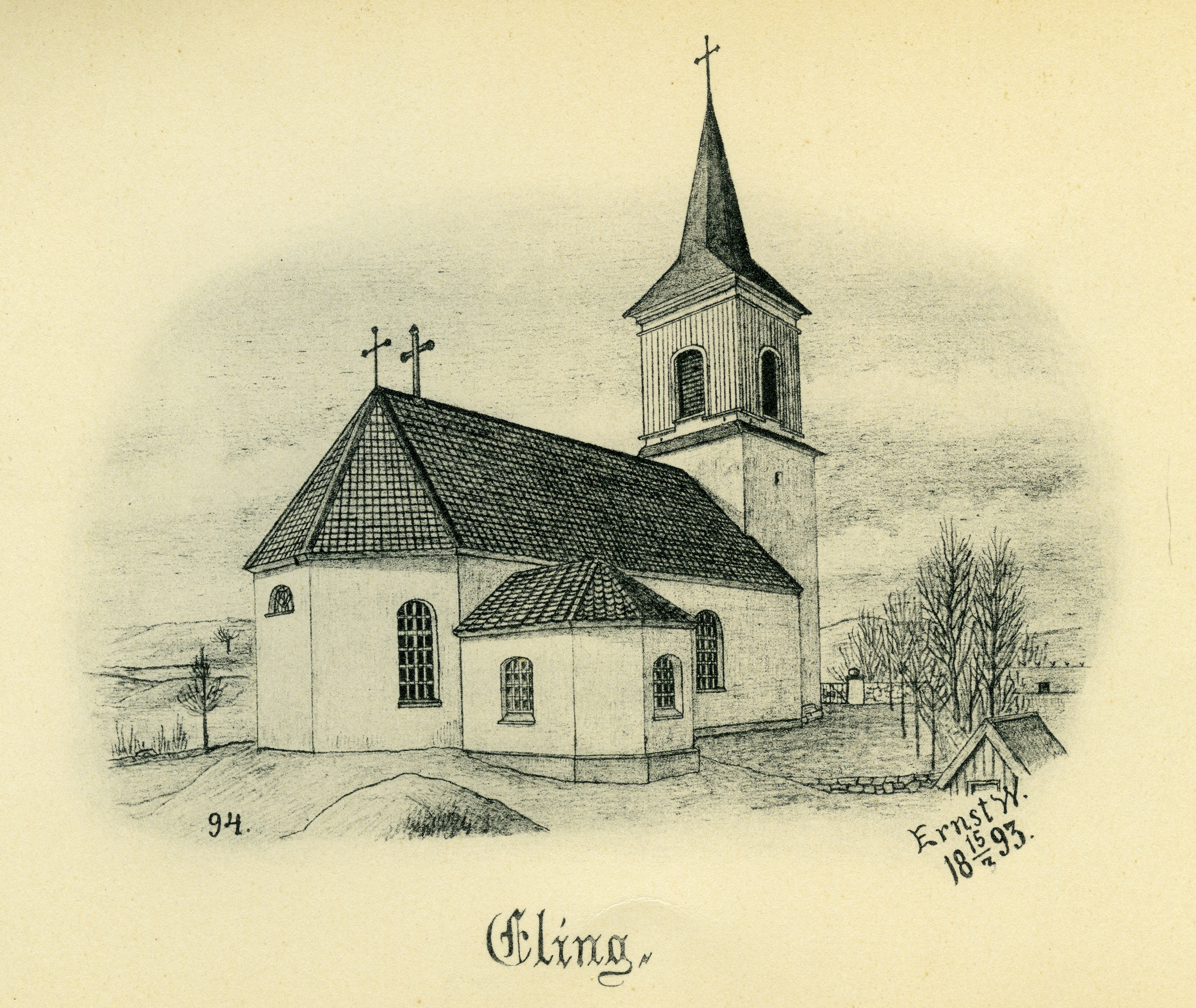
Elings kyrka 1893.
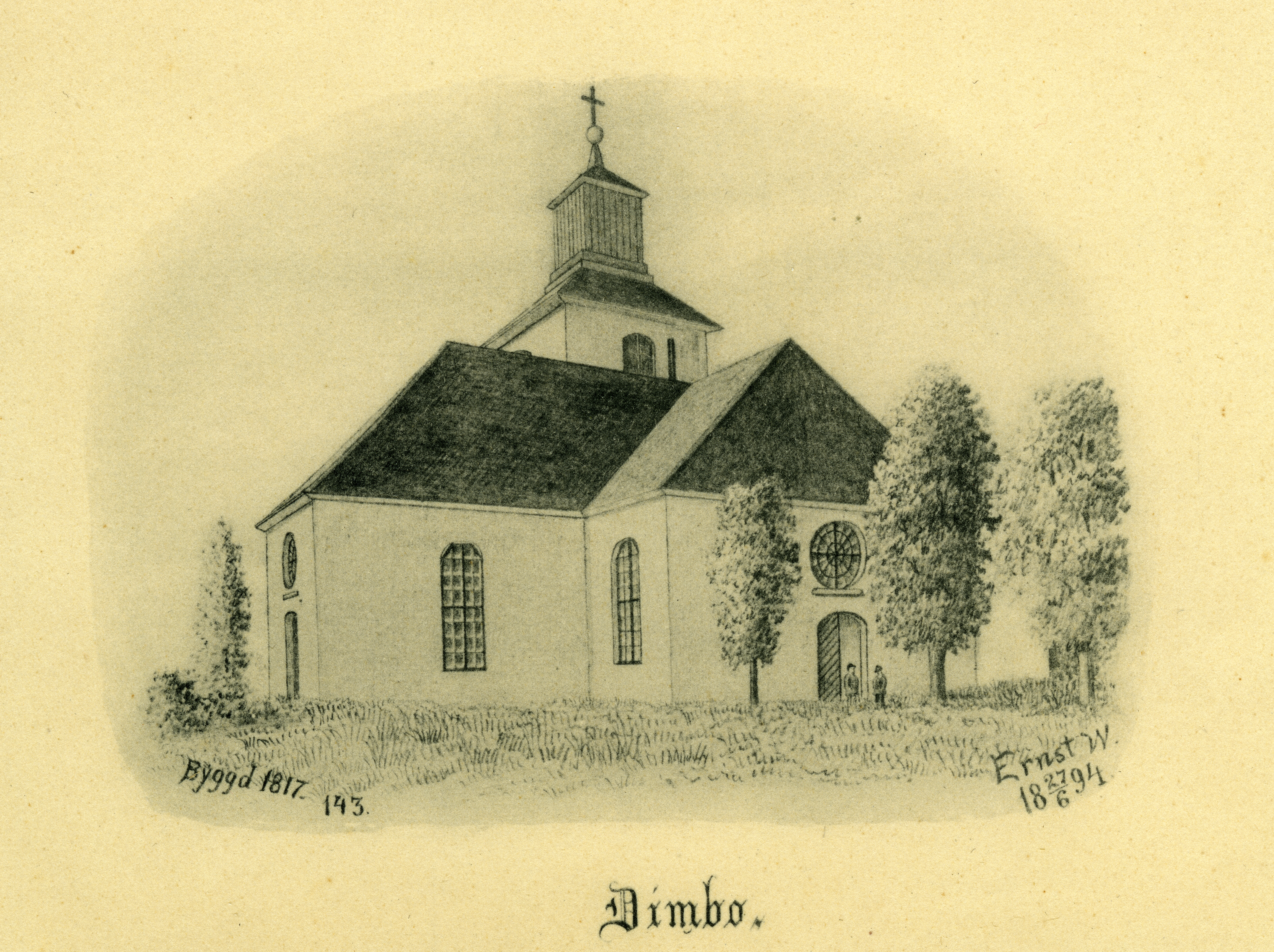
Dimbo kyrka 1894.